# Paradella setosa
Paradella setosa är en kräftdjursart som först beskrevs av Peter W. Glynn 1968.  Paradella setosa ingår i släktet Paradella och familjen klotkräftor. Inga underarter finns listade i Catalogue of Life.